# Липце
Липце (словен. Lipce) је насељено место у општини Јесенице, Горењска регија, Словенија.

## Историја
До територијалне реорганизације у Словенији биле су у саставу старе општине Јесенице.

## Становништво
У попису становништва из 2011. године, Липце су имале 240 становника.
| Број становника према пописима | Број становника према пописима | Број становника према пописима |
| ------------------------------ | ------------------------------ | ------------------------------ |
| 1991                           | 2002                           | 2011                           |
| 280                            | 264                            | 240                            |